# Узин (авіабаза)
Авіабаза Узин — колишня військово-повітряна база в Україні, розташована біля м. Узин Київської області.

## Історія
Станом на 1992 рік на базі дислокувалися два формування 106-ї важкої авіаційної дивізії: 1006-й важкий бомбардувальний авіаційний полк, який мав на озброєнні стратегічні турбогвинтові ракетоносці Ту-95МС, і 409-й заправочний авіаполк, який мав на озброєнні літаки-заправники Іл-78, призначені для дозаправки в повітрі бомбардувальників Ту-95 та Ту-160.
16 серпня 2019 року на території бази, яка на той час була покинутою, виявлено незаконні посіви кукурудзи та пшениці. Територія бази на той час належала державі та перебувала у користуванні Управління державної охорони України.

## Галерея

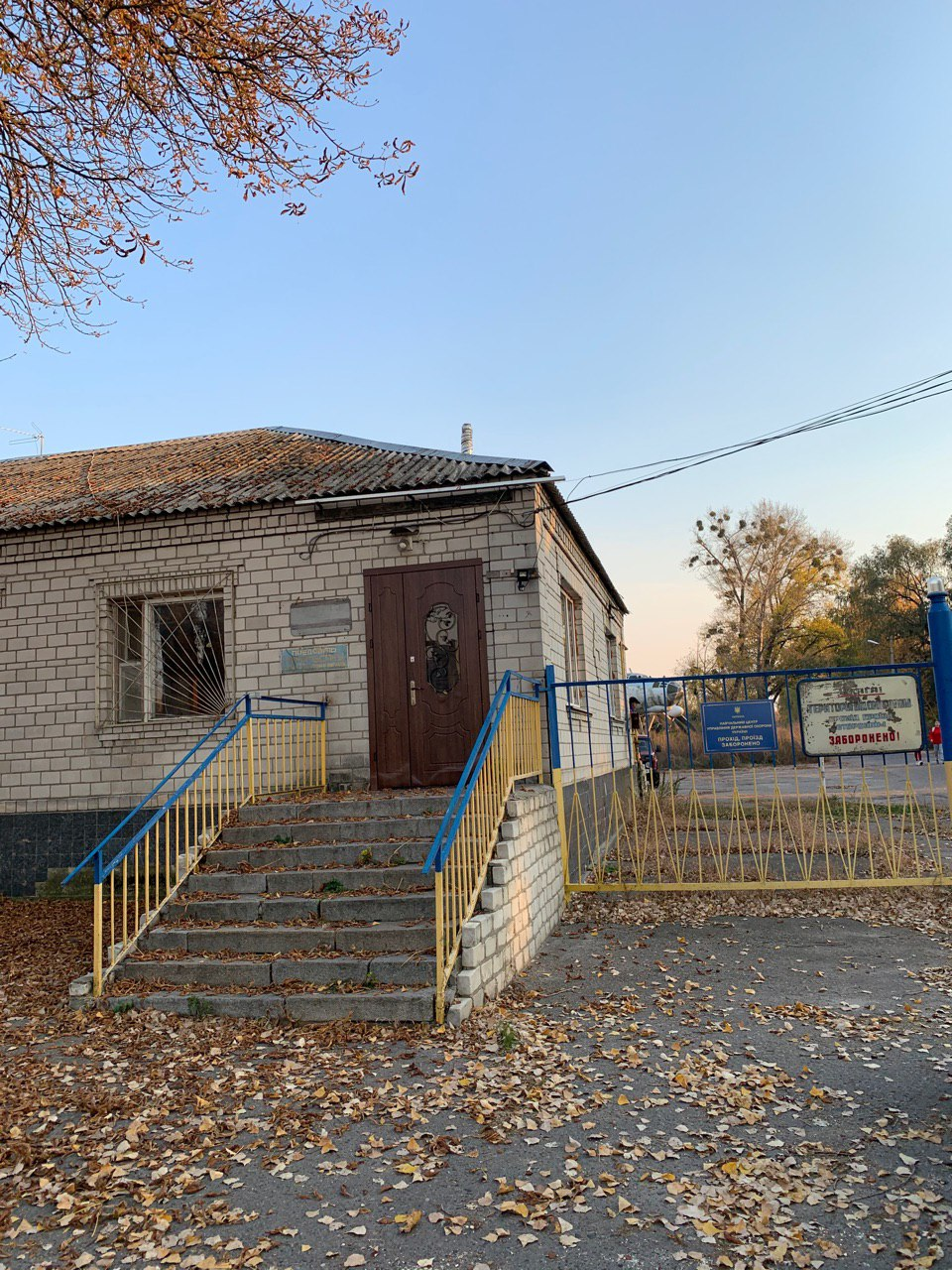
КПП на авіабазі
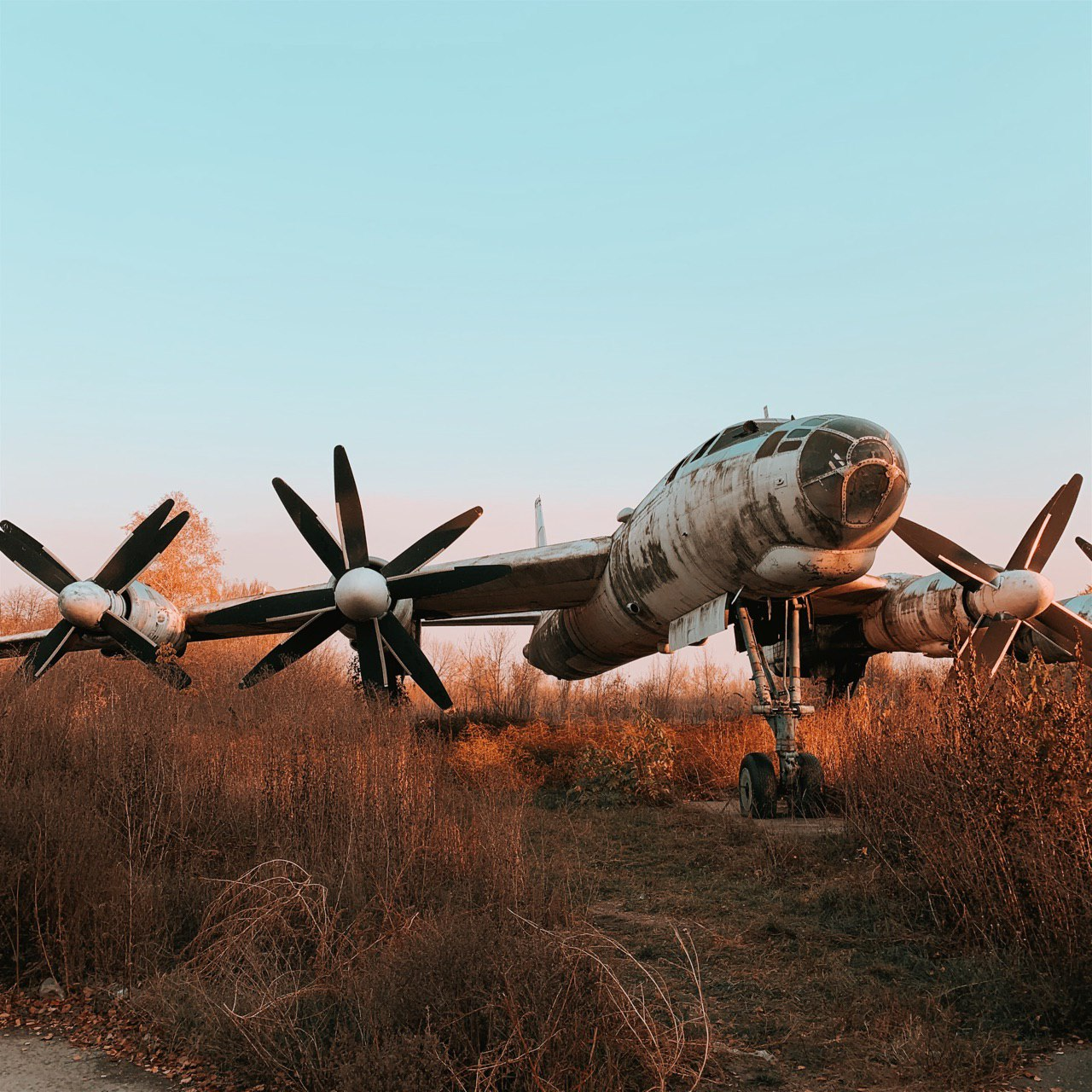
Ту-95У на авіабазі Узин